# Deutsche Badmintonmeisterschaft 1992
Die Deutsche Badmintonmeisterschaft 1992 fand vom 31. Januar bis zum 2. Februar 1992 in Mülheim an der Ruhr statt.

## Medaillengewinner
| Disziplin    | Gold                                                                          | Silber                                                                        | Bronze                                                                                      |
| ------------ | ----------------------------------------------------------------------------- | ----------------------------------------------------------------------------- | ------------------------------------------------------------------------------------------- |
| Herreneinzel | Detlef Poste (TTC Brauweiler 1948)                                            | Markus Keck (SV Fortuna Regensburg)                                           | Robert Neumann (FC Langenfeld)                                                              |
| Herreneinzel | Detlef Poste (TTC Brauweiler 1948)                                            | Markus Keck (SV Fortuna Regensburg)                                           | Michael Helber (TuS Wiebelskirchen)                                                         |
| Dameneinzel  | Kerstin Ubben (BC Eintracht Südring Berlin)                                   | Katrin Schmidt (TuS Wiebelskirchen)                                           | Nicole Baldewein (OSC Düsseldorf)                                                           |
| Dameneinzel  | Kerstin Ubben (BC Eintracht Südring Berlin)                                   | Katrin Schmidt (TuS Wiebelskirchen)                                           | Christine Skropke (FC Bayer 05 Uerdingen)                                                   |
| Herrendoppel | Stephan Kuhl (BC Eintracht Südring Berlin) Stefan Frey (TV Mainz-Zahlbach)    | Markus Keck (SV Fortuna Regensburg) Michael Helber (TuS Wiebelskirchen)       | Volker Eiber (FC Bayer 05 Uerdingen) Ralf Rausch (BC Eintracht Südring Berlin)              |
| Herrendoppel | Stephan Kuhl (BC Eintracht Südring Berlin) Stefan Frey (TV Mainz-Zahlbach)    | Markus Keck (SV Fortuna Regensburg) Michael Helber (TuS Wiebelskirchen)       | Robert Neumann (FC Langenfeld) Michael Keck (SV Fortuna Regensburg)                         |
| Damendoppel  | Kerstin Ubben (BC Eintracht Südring Berlin) Nicole Baldewein (OSC Düsseldorf) | Kerstin Weinbörner (FC Bayer 05 Uerdingen) Karen Stechmann (VfL Stade)        | Christine Skropke (FC Bayer 05 Uerdingen) Anne-Katrin Seid (SV Fortuna Regensburg)          |
| Damendoppel  | Kerstin Ubben (BC Eintracht Südring Berlin) Nicole Baldewein (OSC Düsseldorf) | Kerstin Weinbörner (FC Bayer 05 Uerdingen) Karen Stechmann (VfL Stade)        | Petra Dieris-Wierichs (FC Bayer 05 Uerdingen) Heidi Krickhaus (BC Eintracht Südring Berlin) |
| Mixed        | Uwe Ossenbrink (TuS Wiebelskirchen) Katrin Schmidt (TuS Wiebelskirchen)       | Michael Keck (SV Fortuna Regensburg) Anne-Katrin Seid (SV Fortuna Regensburg) | Michael Helber (TuS Wiebelskirchen) Karen Stechmann (VfL Stade)                             |
| Mixed        | Uwe Ossenbrink (TuS Wiebelskirchen) Katrin Schmidt (TuS Wiebelskirchen)       | Michael Keck (SV Fortuna Regensburg) Anne-Katrin Seid (SV Fortuna Regensburg) | Stefan Frey (TV Mainz-Zahlbach) Cathrin Hoppe (TV Mainz-Zahlbach)                           |